# Madach de Sztregova et Kis-Kelecsény
Madách de Sztregova et Kis-Kelecsény ist ein ungarisches Uradelsgeschlecht, das ursprünglich aus dem Komitat Sohl stammt.

## Geschichte
Der erstgenannte Ahnherr dieses Geschlechtes war Comes Radun, der bereits zur Zeit König Andreas’ als Großgrundbesitzer und Edelmann erwähnt wurde. Zu Beginn des 13. Jahrhunderts gab König Andreas III. die Herrschaft Cserény im Komitat Sohl dem Paul Madách. 
Zu Beginn des 14. Jahrhunderts gab König Matthias I. diesem Geschlecht Herrschaften in den Komitaten Neograd, Heves und Szabolcs. 
Dieses Geschlecht vermählte sich mit Adelsfamilien wie denn Bory, Gyürky, Majthenyi, Bossanyi und Bene.

## Bekannte Mitglieder
- Gasparus Madach de Sztregova et Kis-Kelecsény, Alispan (Vice-Gespan) im Komitat Neograd von 1618 bis 1656
- Joannes Madach de Sztregova et Kis-Kelecsény, Alispan im Komitat Neograd von 1666 bis 1667
- Ladislaus Madach de Sztregova et Kis-Kelecsény, Alispan im Komitat Neograd von 1717 bis 1723
- Imre Madach de Sztregova et Kis-Kelecsény (1823–1864), ungarischer Dramatiker

## Wappen
In Blau auf grünem Boden (auch aus goldener Blätterkrone wachsend) ein goldener Greif, mit der vorgestreckten Vorderpranken eine goldene Krone haltend. – Kleinod: Der Greif wachsend mit der Krone. – Decken: blau-Gold und rot-Silber.